# Алтенберг
Алтенберг (на немски: Altenberg) е град в Германия, разположен в окръг Саксонска Швейцария - Източен Ерцгебирге, провинция Саксония. Към 31 декември 2011 година населението на града е 8548 души.